# Wollomombi River
Der Wollomombi River ist ein Fluss im Nordosten des australischen Bundesstaates New South Wales.

## Geographie
Der Fluss entspringt an den Osthängen des Chandlers Peak in der Great Dividing Range, etwa 17 Kilometer südöstlich von Guyra Er fließt dann in südlicher Richtung durch das nördliche Tafelland von New South Wales in die Kleinstadt Wollomombi. Von dort stürzt der Fluss über die Wollomombi Falls, die etwas westlich der Chandler Falls liegen. Etwas weiter mündet der Wollomombi River an der Nordspitze des Oxley-Wild-Rivers-Nationalparks in den Chandler River.

### Nebenflüsse mit Mündungshöhen
Nebenflüsse des Wollomombi River sind:
- Boundary Creek – 1020 m

## Geschichte
Früher hieß der Fluss Wollomombi Creek oder Rockvale Creek.
Im Dezember 1904 ertranken Nellie Gardiner (18 Jahre) und Fanny Kennedy (12 Jahre) beim Bad im Wollomombi River. Eine andere Dame, Mrs Snipe, ertrank beinahe ebenfalls, als sie die beiden retten wollte.

## Landwirtschaft
Am Oberlauf des Flusses werden Kälber und Schafe gezüchtet.

## Wanderwege
Vom Aussichtspunkt Wollomombi Falls aus gibt es schöne Wanderwege entlang der Schluchtabstürze von Wollomombi River und Chandler River. Ein steiler Wanderweg führt auch zum Chandler River hinunter.